# Wyre Forest

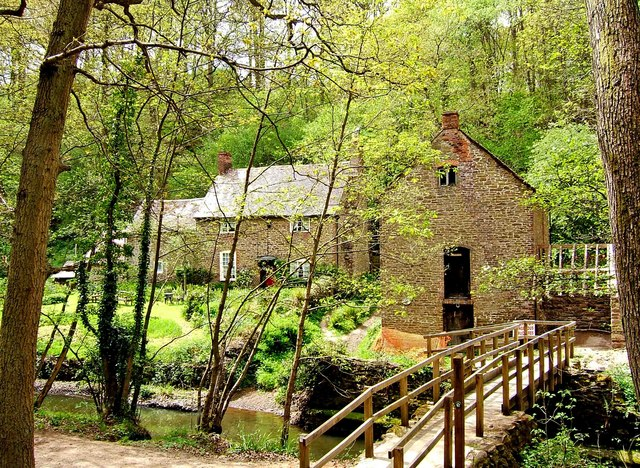
Knowles Mill

Wyre Forest – las w Anglii, w Worcestershire i Shropshire, w dystrykcie Wyre Forest i Shropshire. Leży 1 km na zachód od miasta Bewdley, 7 km na zachód od miasta Kidderminster.